# Telemiscommunications
Telemiscommunications è un singolo realizzato dal produttore discografico canadese deadmau5 in collaborazione con la cantautrice Imogen Heap, quinto estratto dal sesto album in studio di Zimmerman > album title goes here < e settimo estratto dal quarto album in studio di Heap Sparks.

## Origine
Una prima versione della canzone, originariamente intitolata Community Nap, è stata caricata sul canale YouTube ufficiale di Zimmerman l'8 maggio 2007. Originariamente conteneva il testo di Sleepless, un'altra canzone che è stata successivamente pubblicata su > album title goes here < .

## Videoclip
Un video musicale è stato caricato sull'account YouTube di Zimmerman insieme all'uscita del remix EP il 12 marzo 2013. Contiene clip animate inviate da vari animatori, come parte di un concorso iniziato alla fine del 2012.

## Tracce
1. Telemiscommunications
2. Telemiscommunications (Crookers Remix)
3. Telemiscommunications (Kolsch Remix)
4. Telemiscommunications (Copy Paste Soul Remix)
5. Telemiscommunications (John Roman Remix)